# کارلوس، پادشاه امپراتور
کارلوس، پادشاه امپراتور (اسپانیایی: Carlos, rey emperador‎) یک مجموعهٔ تلویزیونی اسپانیایی و از محصولات تله‌بیسیون اسپانیولا است که در سال ۲۰۱۵ منتشر شد. داستان این سریال دربارهٔ حکمرانی کارلوس یکم، پادشاه اسپانیا و امپراتور مقدس روم است.

## گزیدهٔ بازیگران
- آلوارو سروانتس در نقش کارلوس یکم، پادشاه اسپانیا و امپراتور مقدس روم
- بلانکا سوآرس در نقش ایزابلای پرتغال
- لائیا ماروی در نقش خوآنای یکم
- اریک بالباس در نقش فردیناند یکم، امپراتور مقدس روم
- لایا کوستا در نقش خوآنای یکم
- گیومار پوئرتا در نقش کاترین اتریش، ملکه پرتغال
- مارینا سالاس در نقش النور اتریش
- مونیکا لوپس در نقش مارگارت آستوریاس
- پابلو آربوئس در نقش فلیپه دوم (کودک)
- الیزابت لارِنا در نقش ماریای آستوریاس
- فلیکس گومس در نقش فرناندو آلوارس د تولدو
- آلفونسو باساوه در نقش فرانسوای یکم
- ماریا اِرواس در نقش مارگریت دو ناوار
- اِوا روفو در نقش کلود فرانسه
- آلبرتو آماریا در نقش هانری دوم
- خوان کروساس در نقش مانوئل یکم، پادشاه پرتغال
- تامار نوواس در نقش ژوآئو سوم
- ملیدا مولینا در نقش کاترین آراگون
- الکس برندمول در نقش هنری هشتم
- آنخل د آندرس لوپس در نقش کلمنت هفتم
- کارلوس کانیوفسکی در نقش لئون دهم
- فرانسیسکو اولمو پاپ پائولوس سوم
- فرانسزگ اوریا در نقش آدریان ششم
- فرنان آئودی در نقش تامس کرامول
- بلایی یوپیس در نقش تامس وولسی
- ایتساسو آرانا در نقش ماریا مانوئلا
- مینگو رافولس در نقش مارتین لوتر
- یاروسلاو بیرسکی در نقش یاکوب فوگر
- الیو پدرگال در نقش ویلیام دی کروی
- کارلوس آلبارس-نووآ در نقش لئوناردو داوینچی
- اسکار رابادان در نقش بارتلمه د لاس کاساس
- خوزه لوئیس گارسیا پرس در نقش ارنان کورتس
- یاسوآ لاریوس در نقش لامالینچه
- کریستیان اسکی‌وِل در نقش موکتزومای دوم
- خوانما لارا در نقش دیگو ولاسکس د کوئیار
- خوزه مایا در نقش فرانسیسکو پیزارو
- خوزه کرونادو در نقش ماکسیمیلیان یکم، امپراتور مقدس روم
- آنخلا کرمونته در نقش ماری یکم، ملکه انگلستان
- ائوسبیو پونسلا در نقش فرانسیسکو خیمنز دی سیسنروس
- رامون بارئا در نقش فادریک آلبارس دِ تولِدو، دومین دوک آلبا
- بیکتور کلاویخو در نقش فرانسیس بورخیا
- فله مارتینس در نقش نیکُلا پِرنو دو گران‌وِل
- ناتالی پوسا در نقش ژرمن آو فوآ
- فیورلا فالتویانو در نقش اَن دو بوژو
- تامار نوواس در نقش ژوآئو سوم
- پپه اوسیو در نقش خِرومینو دِ آگیلار
- خوانخو پوئیخ‌کوربه در نقش مِرکورینو دی گاتینارا
- آنتونیو مایانس در نقش آنتونیو اوسوریو دِ آکونیا